# Военен кореспондент (филм)
„Военен кореспондент“ е български игрален филм (романтичен, драма) от 2008 година на режисьора Костадин Бонев, по сценарий на Влади Киров. Оператор е Константин Занков. Музиката във филма е композирана от Николай Иванов – Ом.
Главният герой е писателят Йордан Йовков.

## Актьорски състав
- Пенко Господинов – капитан Йовков
- Антоний Аргиров – Климент
- Ирини Жамбонас – Мария
- Гергана Плетньова – Хермина
- Елена Стефанова – баба Въла
- Атанас Атанасов – генерал Колев
- Веселин Мезеклиев – Стоил
- Стоян Алексиев – генерал Найденов
- Йоана Буковска – г-ца Регина
- Радко Дишлиев – странникът
- Стоян Радев – Христо Ясенов
- Ованес Торосян – момчето от влака
- Козмин Крецу – румънски офицер
- Емил Котев – Станиславов
- Пламен Масларов – ходжата
- Стоян Сърданов – златар
- Венцислав Петков – майор Челебиев
- Христо Петков – Григор Василев
- Иван Савов – готвачът
- Йордан Биков – подполковник Ценев
- Петър Мелтев – поручик Симеонов
- Крум Берков – офицер
- Евгения Явашева – майката
- Ивайло Захариев – ковачът
- Георги Стефанов – ординарец
- Велизар Георгиев – малкият Данчо